# Distretto di Parobamba
Il distretto di Pomabamba è un distretto del Perù nella provincia di Pomabamba (regione di Ancash) con 6.861 abitanti al censimento 2007 dei quali 913 urbani e 5.948 rurali.
È stato istituito il 28 agosto 1868.